# 키스는 기다리는 수밖에 없는건가요?
〈키스는 기다리는 수밖에 없는건가요?〉(キスは待つしかないのでしょうか？)는 HKT48의 10번째 싱글이다.